# International Gay and Lesbian Aquatics
La International Gay and Lesbian Aquatics o IGLA è la federazione internazionale LGBT degli sport acquatici (nuoto, pallanuoto, tuffi e nuoto sincronizzato).
L'IGLA è membro effettivo della Federazione dei Gay Games.

## Storia
La prima riunione dell'International Gay and Lesbian Aquatics si svolse nel 1987 a San Diego, con l'obiettivo di mantenere i contatti tra le squadre di nuoto gay/lesbiche anche dopo i primi Gay Games, tuttavia fu solo nel 1990, durante i Gay Games di Vancouver che vennero formalizzati statuto, missione e comitato esecutivo dell'organizzazione.